# Nick Zano
Nick Zano, född 8 mars 1978 i Nutley, New Jersey, är en amerikansk skådespelare.
Zano har bland annat medverkat i TV-serierna Happy Endings (2012-2013) och Obliterated från 2023. Hon har även medverkat i filmen College från 2008.

## Filmografi (i urval)
- 2003–2006 – Ska du säga! (TV-serie)
- 2008 – College
- 2009 – Cougar Town (TV-serie)
- 2009 – The Final Destination
- 2011–2012 – 2 panka tjejer (TV-serie)
- 2012–2013 – Happy Endings (TV-serie)
- 2016–2022 – Legends of Tomorrow (TV-serie)
- 2023 – Obliterated (TV-serie)